# Croatian Airplay Radio Chart
Croatian Airplay Radio Chart es una lista de sencillos extranjera croata. Se presenta semanalmente en el HRT HR2 Radio como Top 40, pero la lista completa de los cien mejores está disponible en el sitio web de HRT. Los datos son recopilados por HRT y se basan en el airplay en aproximadamente cuarenta radios en Croacia. Inició el 16 de septiembre de 2002 y en Internet Archive está disponible desde el 2 de mayo de 2011.